# アン・ハサウェイのコテージ
アン・ハサウェイのコテージ(英語: Anne Hathaway's Cottage)はイングランド、ウォリックシャーの村であるショッタリーにある家屋である。「アン・ハサウェイの家」と呼ばれることもある。
ウィリアム・シェイクスピアの妻アン・ハサウェイが子どもの頃住んでいた可能性がある12部屋の農家で、ストラトフォード＝アポン＝エイヴォンから1.6キロほど西にある。複数の寝室を持つ広い家屋で、現在は大きな庭も整備されている。
家の一番古い部分は15世紀以前に建てられている。高い部分は17世紀に建築された。この家はシェイクスピアの時代にはヒューランズ農場としてしられており、36ヘクタール以上の地所が家につながっていたと考えられている。この家屋をコテージと呼ぶのは実のところ誤解をまねく呼び方であり、通常コテージと呼ばれる家屋よりもはるかに広い。この時期に建てられた多くの家屋同様、アン・ハサウェイのコテージには複数の煙突がついており、冬季には家にまんべんなく熱を広げることができる。最も大きい煙突は料理に使われた。木骨造がよく見えるつくりで、典型的なチューダー様式の民家である。
アン・ハサウェイの父リチャードの死後、コテージはアンのきょうだいであるバーロソミューの所有となった。1846年まではハサウェイ一族の所有であったが、金銭的な問題で一族はこの家を売らざるを得なくなった。しかしながらシェイクスピア・バースプレイス・トラストが1892年にこの家を買った時もまだハサウェイ一族が借家人として住んでいた。シェイクスピア・バースプレイス・トラストはこの家が18世紀以降に受けた変更や付加の形跡をなくすような改装を行った。1969年にコテージは火事で大きな損害を被ったが、トラストによって修復された。現在では博物館として一般に公開されている。

## 再現

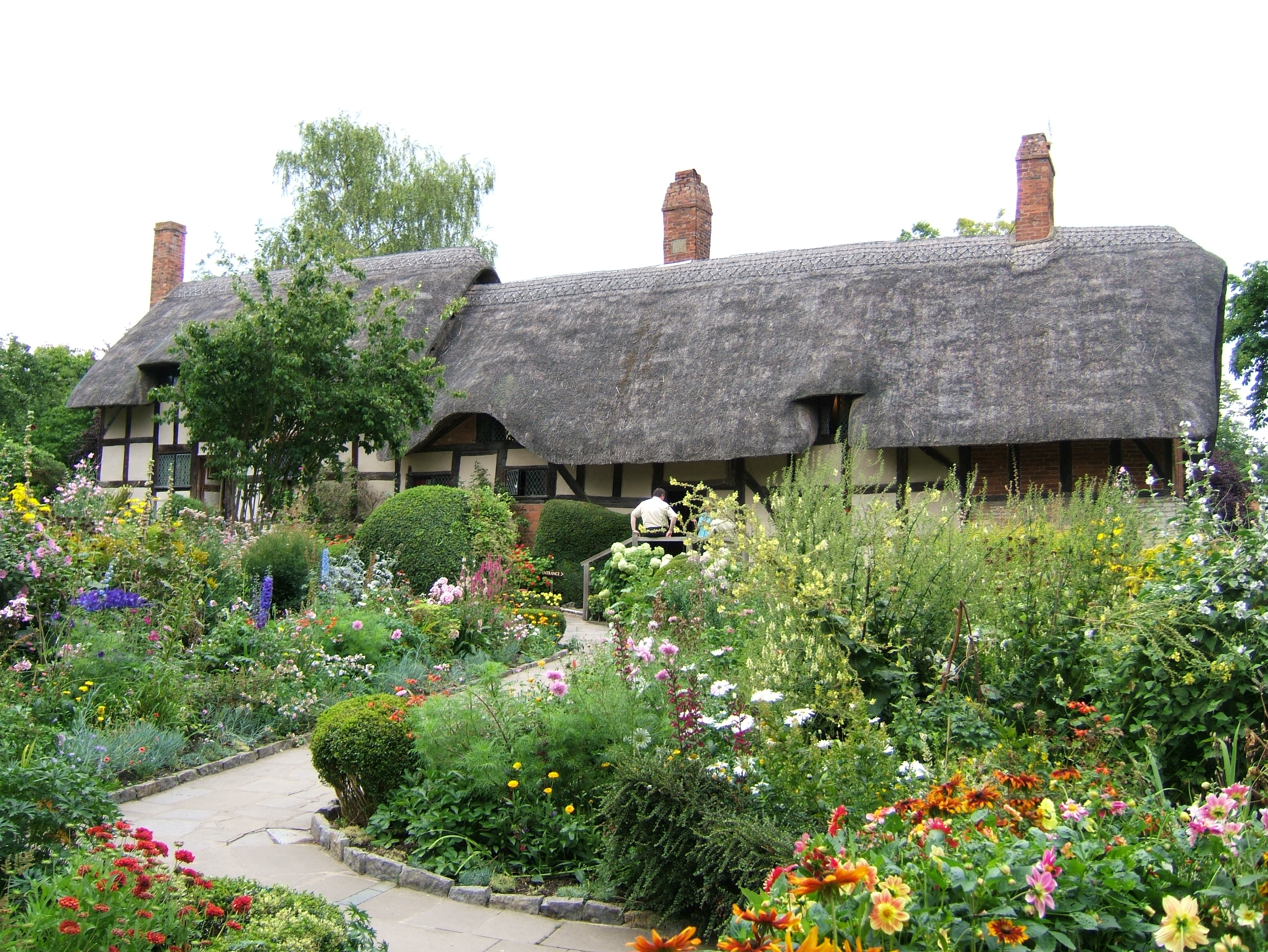
アン・ハサウェイのコテージと庭

アン・ハサウェイのコテージを原寸大で再現した家屋が世界中に建てられている。
- ベッドフォードデイル(西オーストラリア)
- イングリッシュ・イン(English Inn) (カナダ、ブリティッシュコロンビア州ヴィクトリア)
- オデッサ・カレッジ (アメリカ合衆国テキサス州)
- スタントン (アメリカ合衆国ヴァージニア州)[3] [4]

## 庭園と野外彫刻

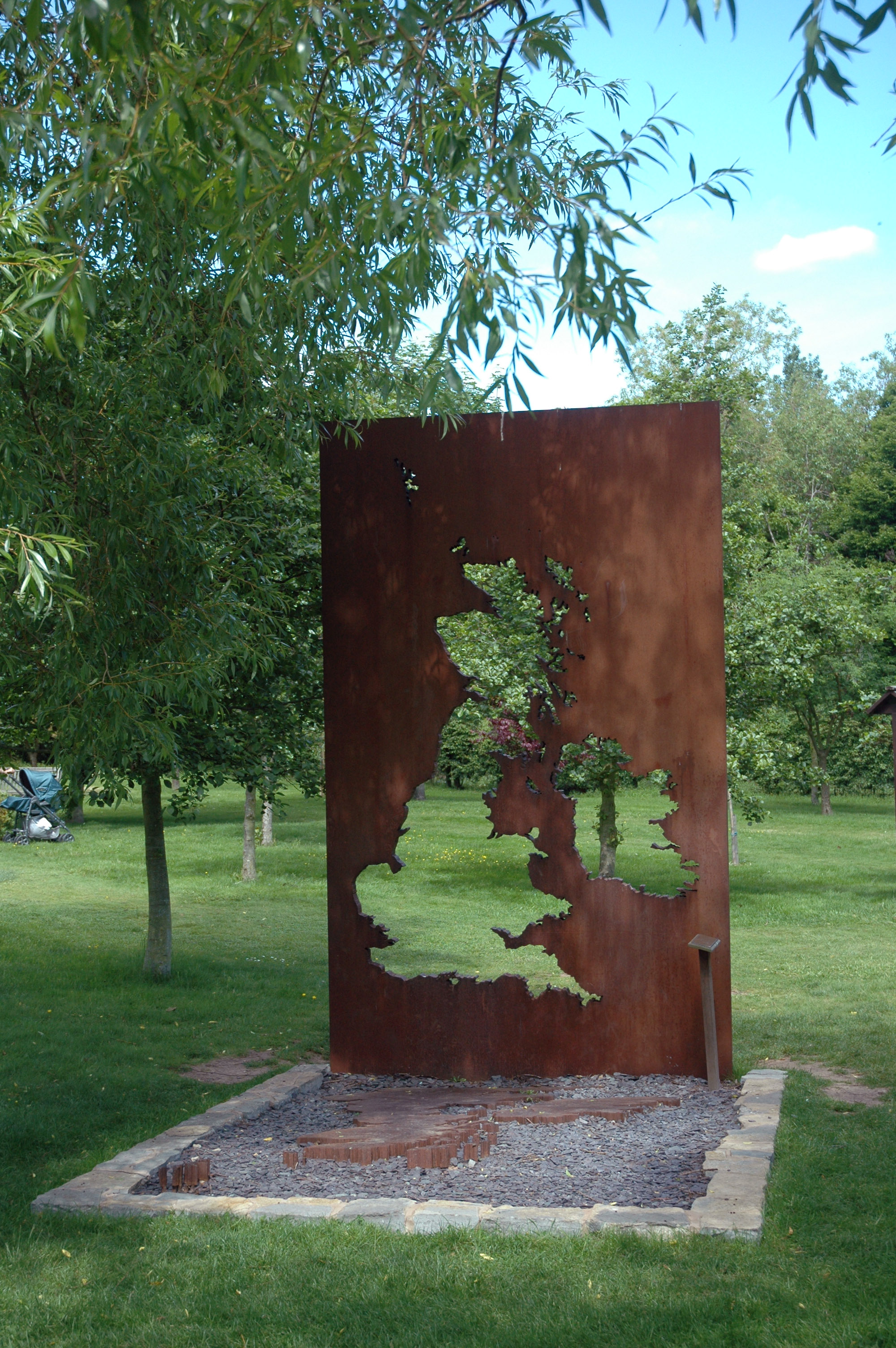
ジェーン・ローレンス「史劇」
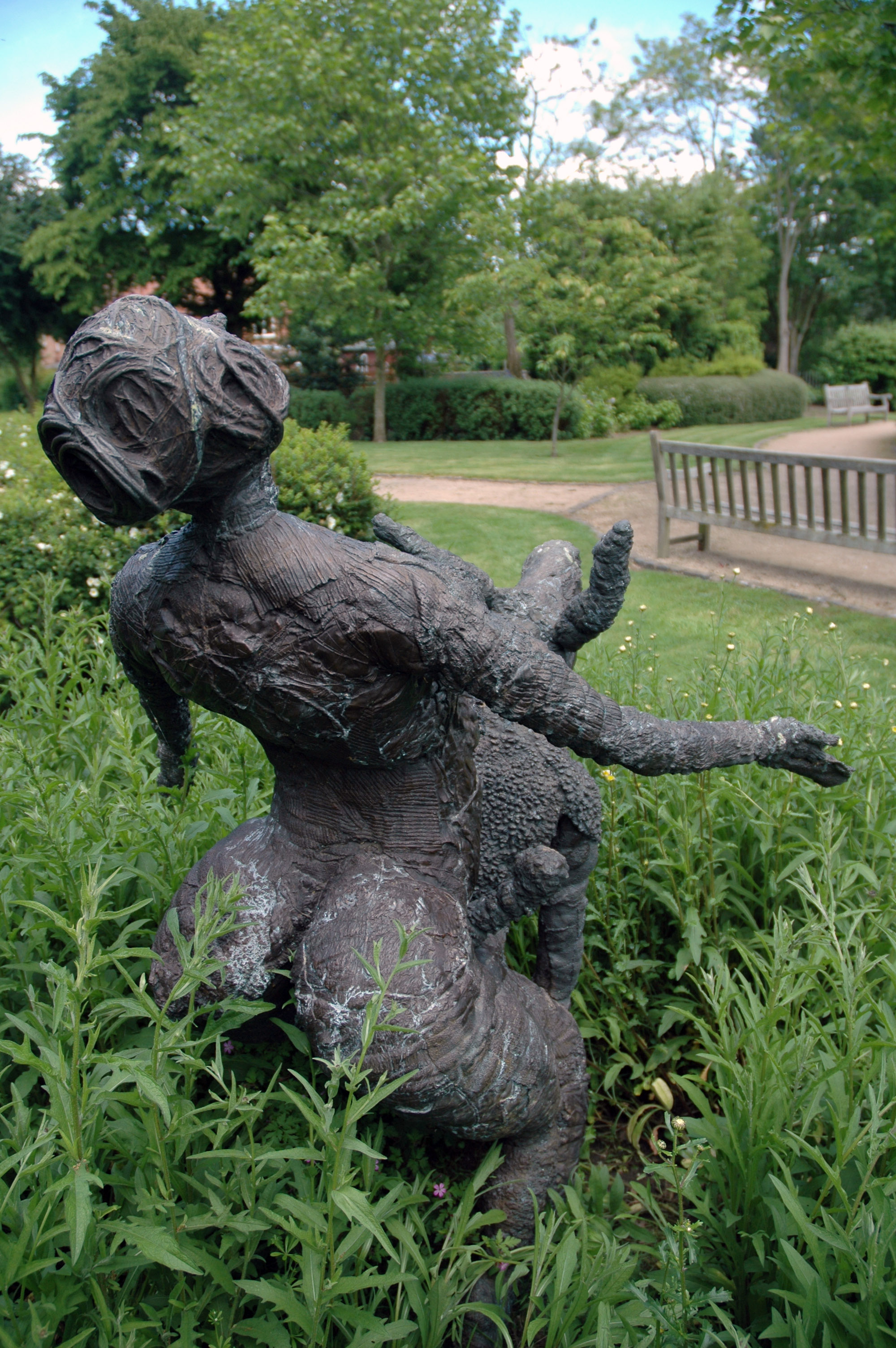
ジェマ・スミス「ティターニアとボトム」
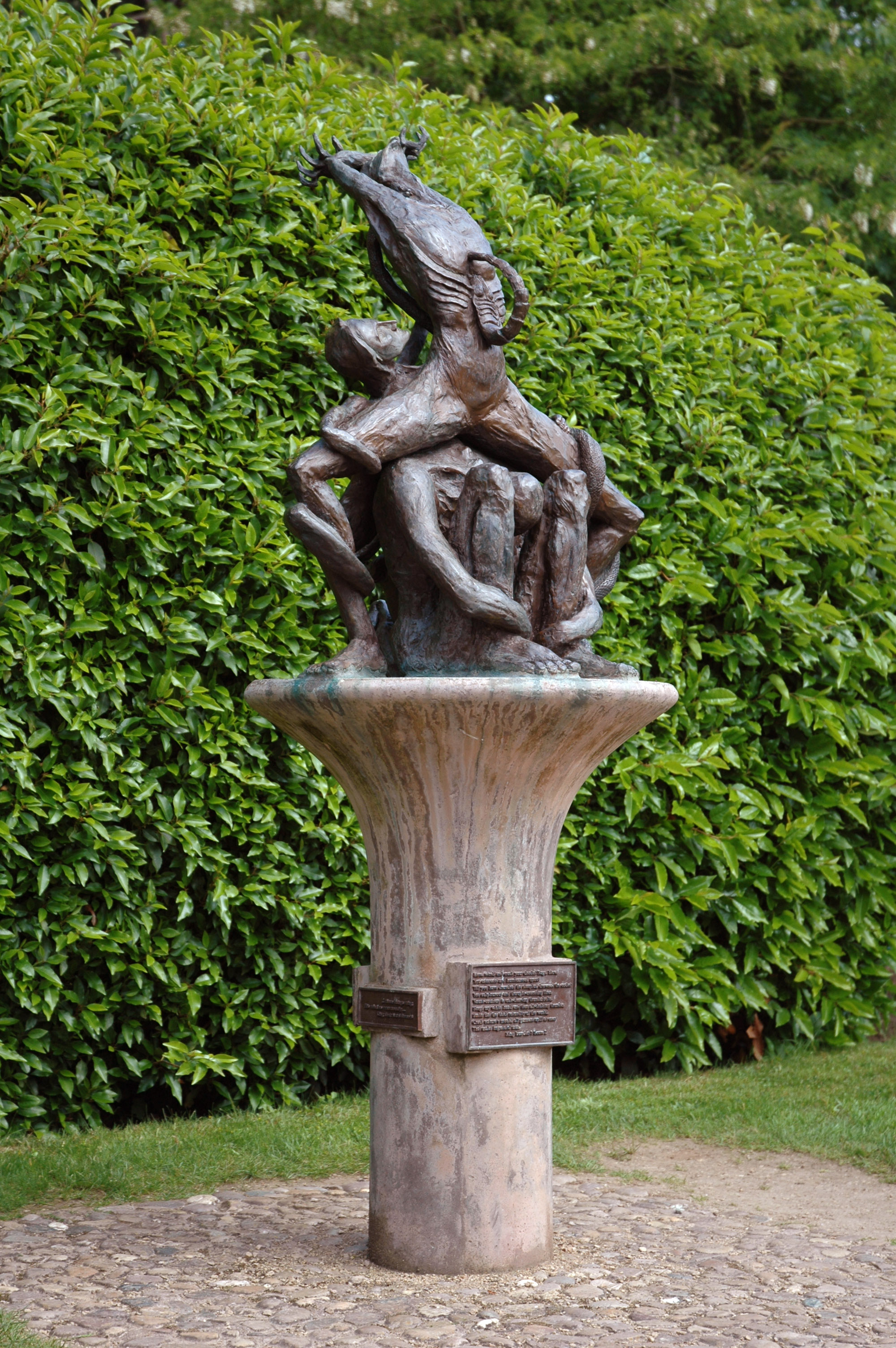
イヴ・ポメランツ「リア王」
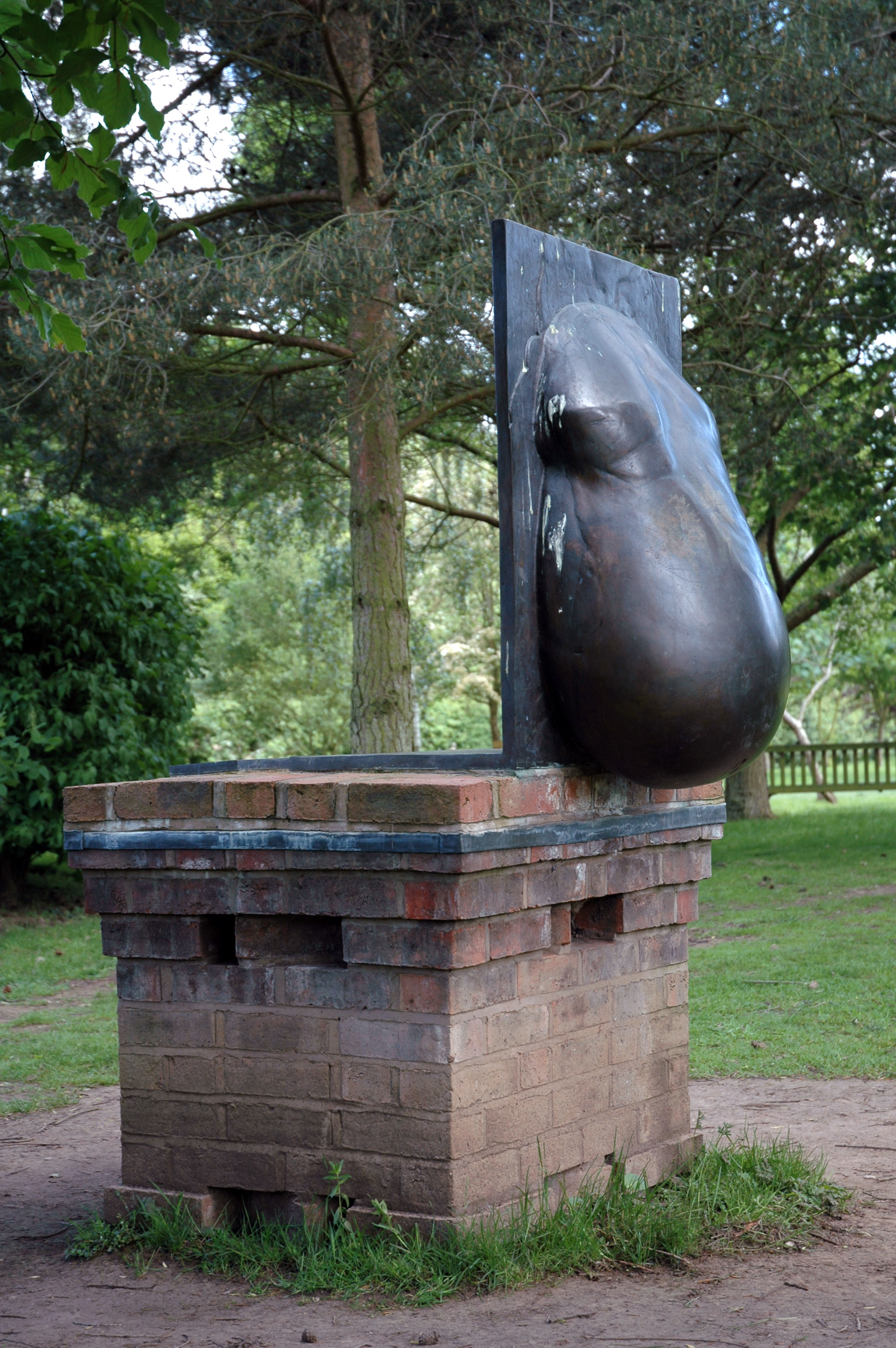
ニルス・ヘルヴィグ・トルセン「フォルスタッフ、名誉って何だ？」
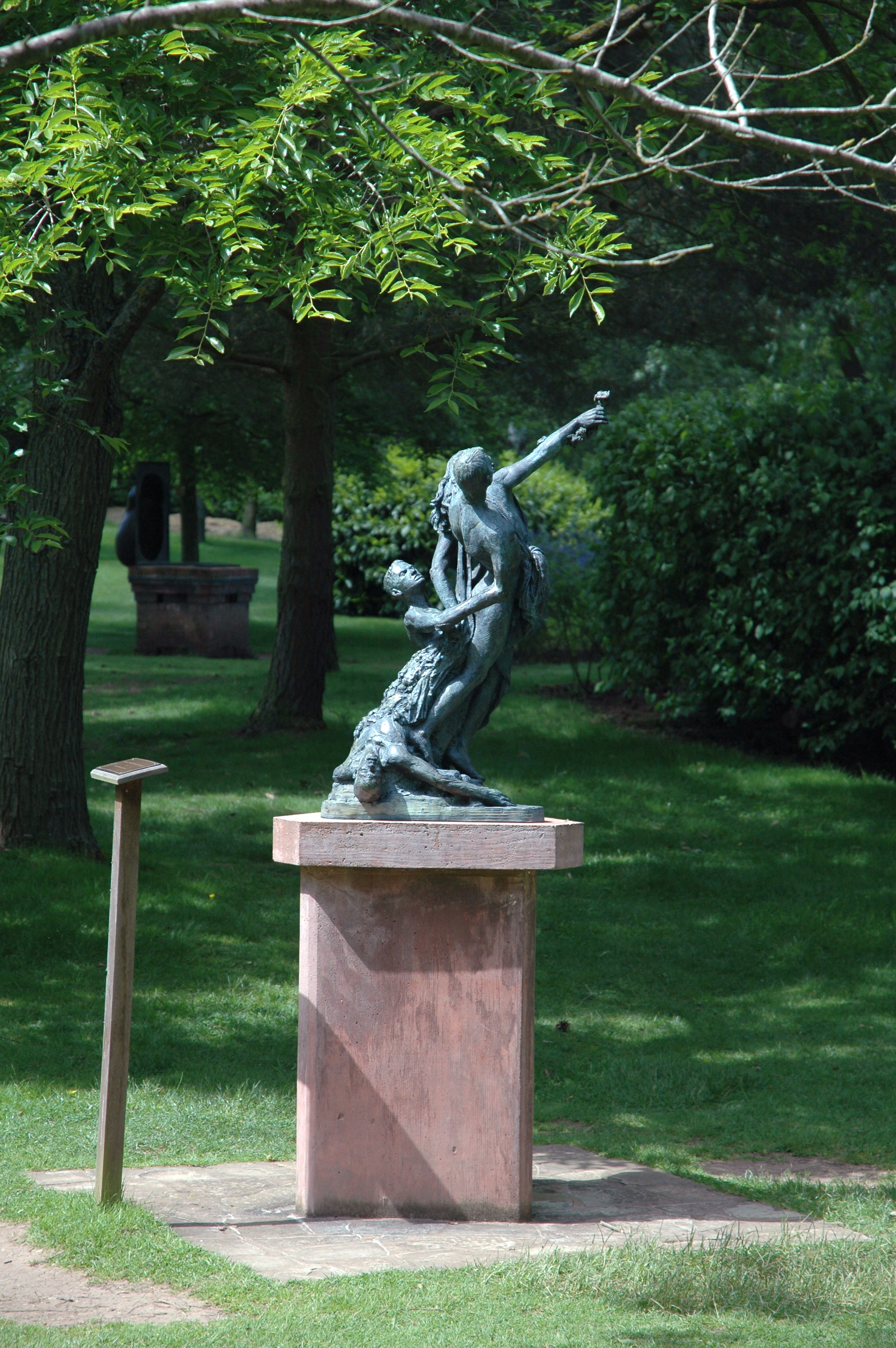
ミケーレ・フィルポ・カピエッロ「ハムレット：お前は彼女に何をしたのか」
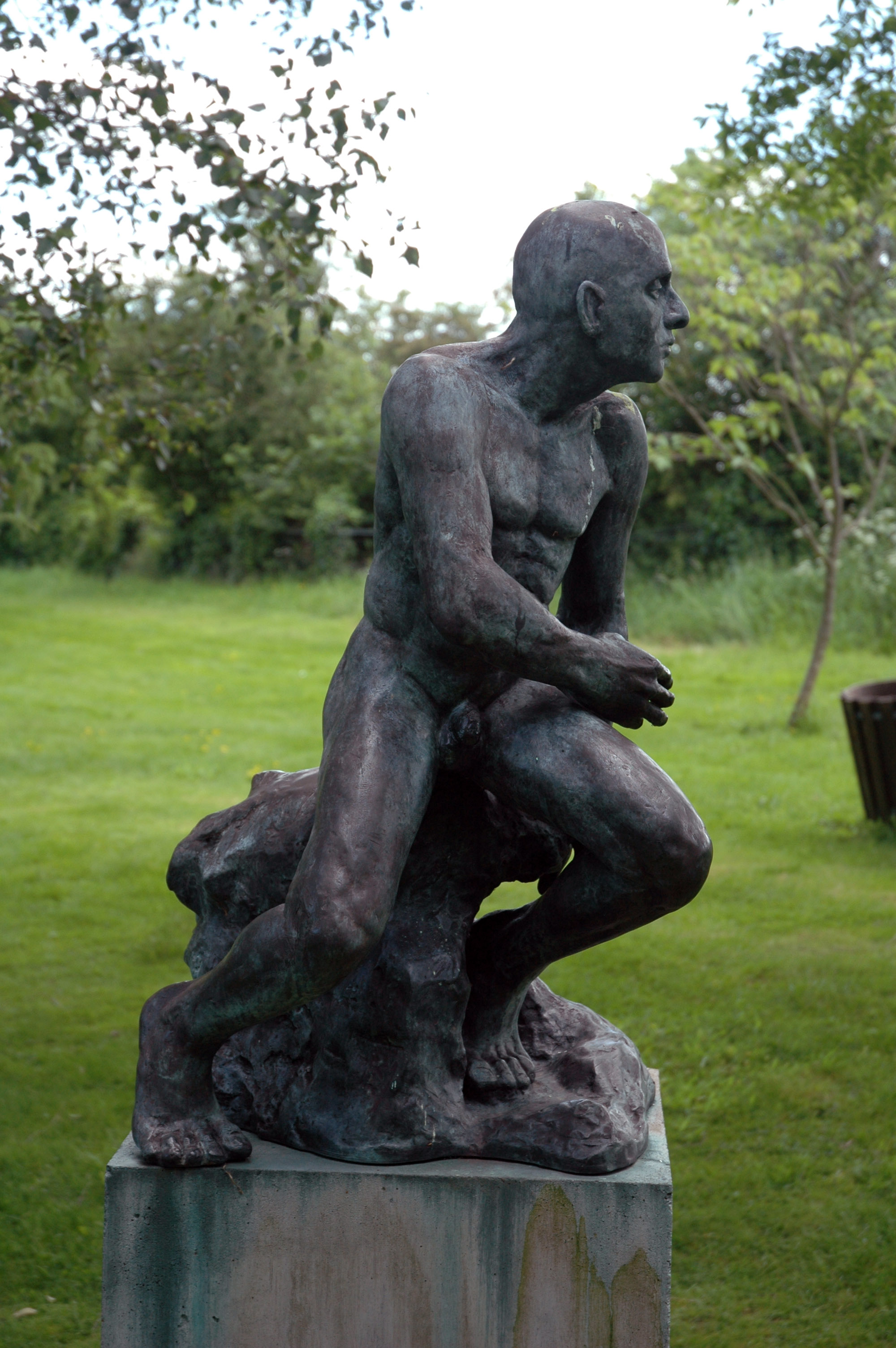
アイザック・グレアム「ブルータス」
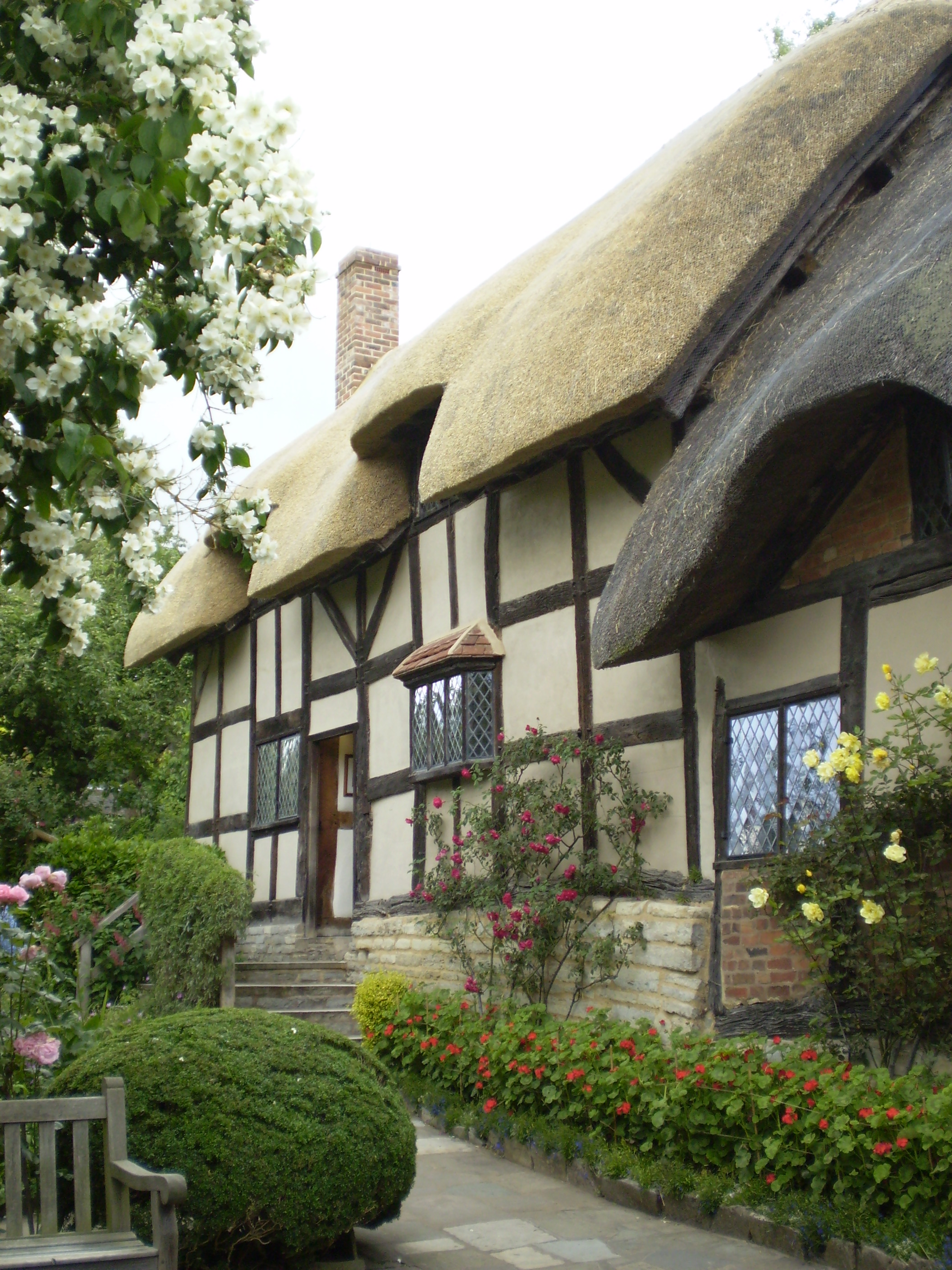
庭
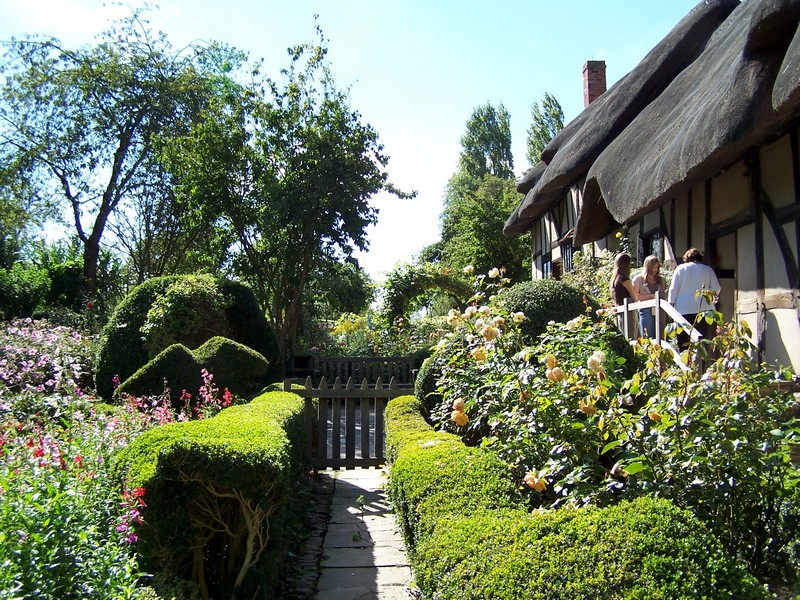
庭